# Wrocanka (powiat krośnieński)
Niektóre z zamieszczonych tu informacji wymagają weryfikacji.
Dokładniejsze informacje o tym, co należy poprawić, być może znajdują się w dyskusji tego artykułu.
 Po wyeliminowaniu niedoskonałości należy usunąć szablon {{Dopracować}} z tego artykułu.

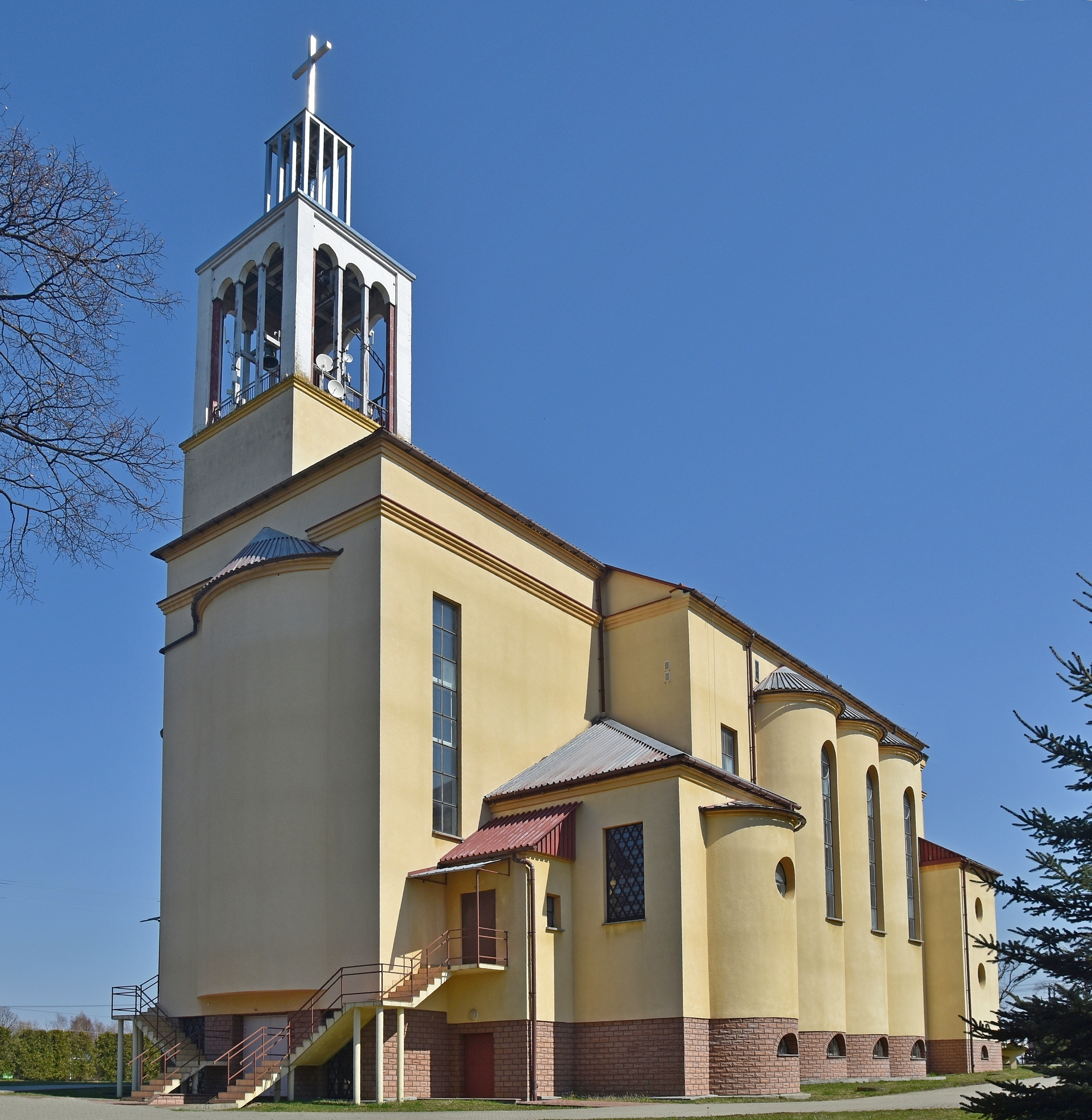
Nowy kościół we Wrocance

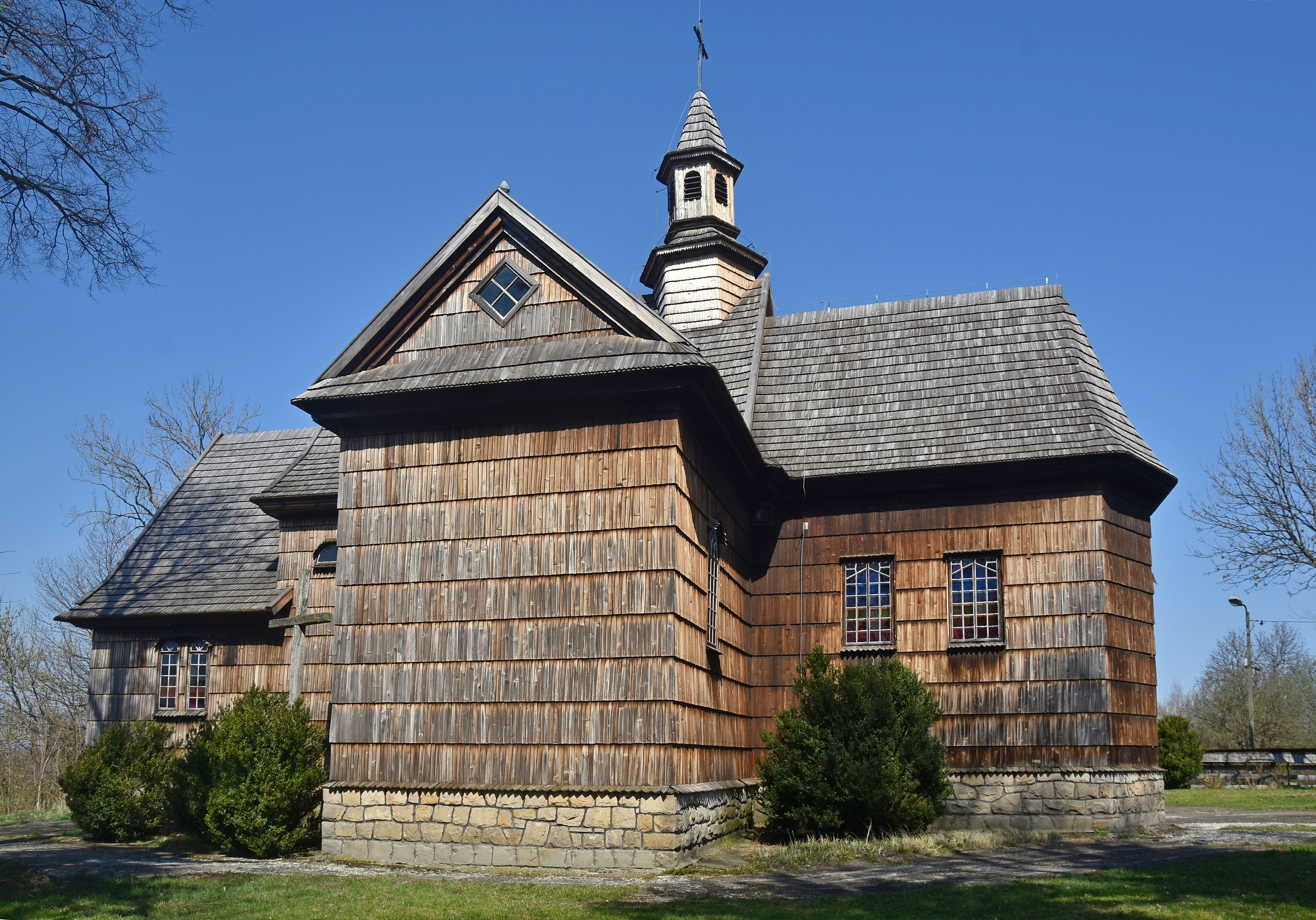
Zabytkowy kościół we Wrocance

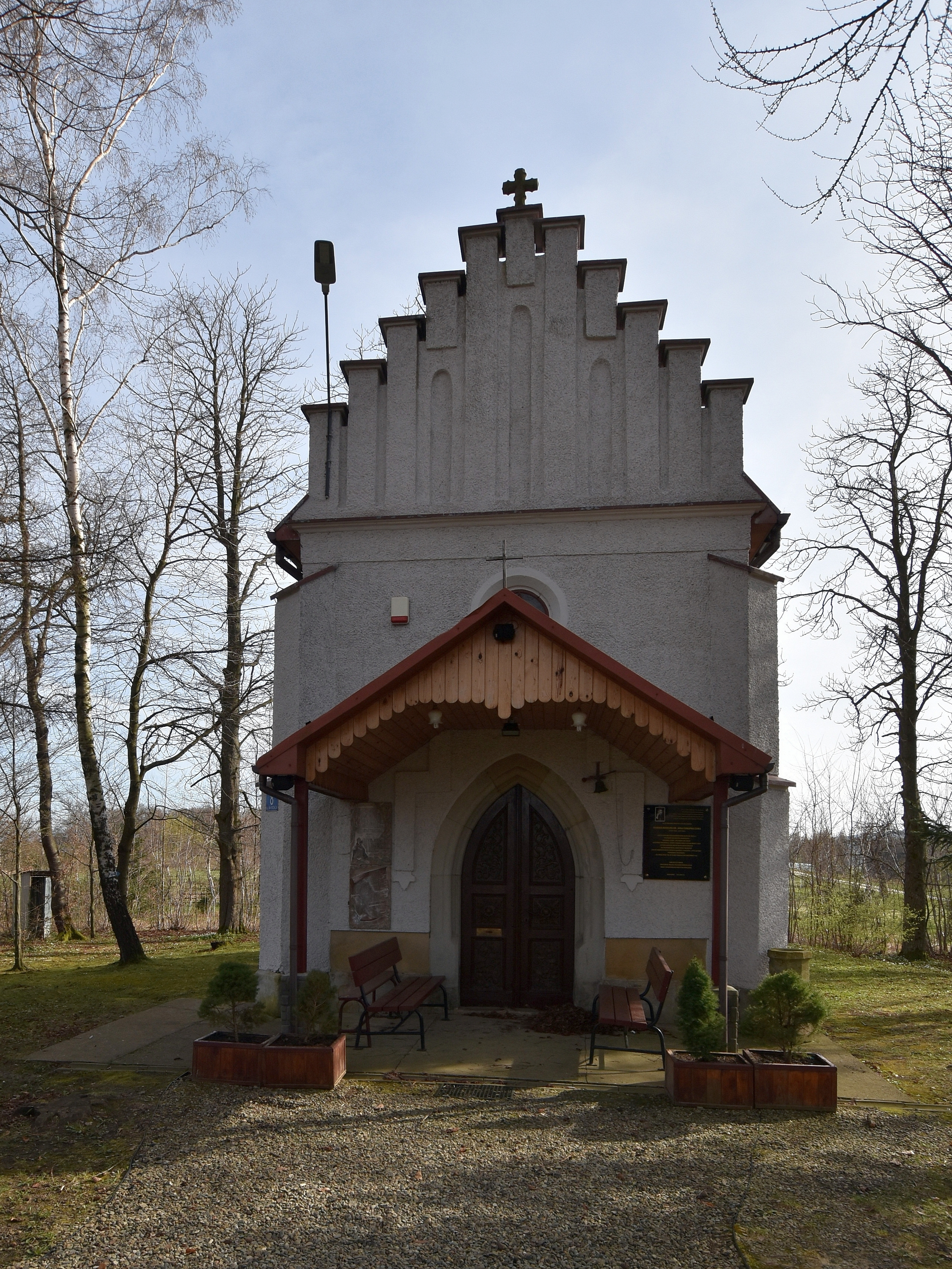
Kaplica św. Rozalii

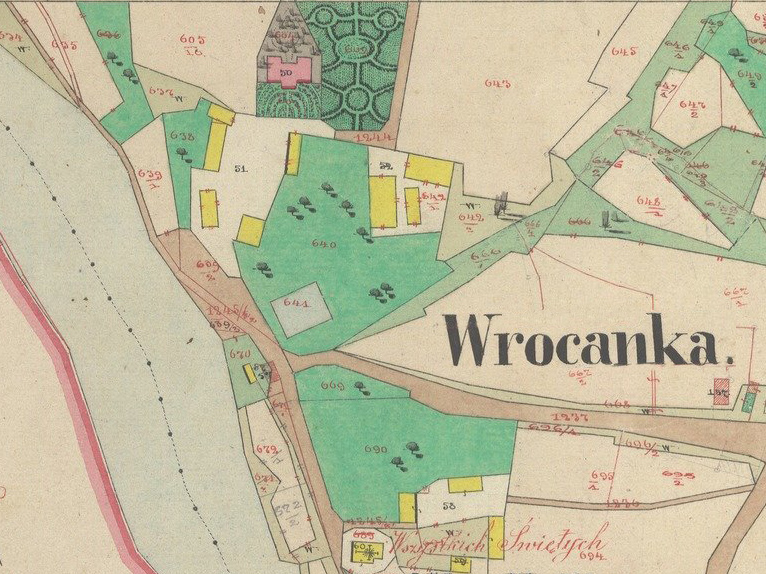
Dwór i kościół na mapie z 1851

Wrocanka – wieś w Polsce położona w województwie podkarpackim, w powiecie krośnieńskim, w gminie Miejsce Piastowe.
W latach 1975–1998 miejscowość należała administracyjnie do województwa krośnieńskiego.

## Części wsi
| SIMC    | Nazwa    | Rodzaj    |
| ------- | -------- | --------- |
| 0356820 | Dębina   | część wsi |
| 0356837 | Dół      | część wsi |
| 0356843 | Góra     | część wsi |
| 0356850 | Granica  | część wsi |
| 0356866 | Krzaki   | część wsi |
| 0356872 | Pola     | część wsi |
| 0356889 | Ryszówka | część wsi |
| 0356895 | Zagóra   | część wsi |

## Położenie
Według najczęściej stosowanej w Wikipedii
regionalizacji, Wrocanka położona jest na terenie
Kotliny Jasielsko-Krośnieńskiej
(w innych opracowaniach mezoregion ten nazywany jest Dołami Jasielsko-Sanockimi).
Położona jest na prawym brzegu rzeki Jasiołki, na wysokości około 280 m n.p.m.

## Historia
Miejscowość pojawia się po raz pierwszy w dokumentach akt sanockich w 1424 roku, kiedy to należała do Ścibora h. Ostoja, starosty brzeskiego, wojewody siedmiogrodzkiego. Pierwszym odnotowanym sołtysem był Wojciech.
W XV w. wieś posiadała dwór, folwark, młyn, karczmę i kościół (wzmiankowany w 1490 roku).
Wrocanka została zniszczona przez Węgrów w 1474 roku.
W XVI w. wieś posiadała własny samorząd i sąd. Należała po połowie do Zawiszów i Dunkowskich.
W 1657 r. Wrocanka została spalona przez węgierskie wojska Rakoczego, a potem przez wojska Szwedzkie. Wiele szkód powodowały zarazy i przemarsze wojsk rosyjskich. Dlatego ludność z tej miejscowości wspierała czynnie i ofiarnie konfederatów barskich, którzy walczyli w pobliskich Rogach, w Miejscu Piastowym oraz w Suchodole.
Po rozbiorach Polski, po roku 1772, właścicielem Wrocanki został Teofil Wojciech Załuski, po nim; twórca uzdrowiska Iwonicza Zdroju: Karol Teofil Załuski, a potem zarządzał Wrocanką jego syn – hr. Iwon Załuski herbu Junosza (1840–1881).
Do 1935 r. była tu siedziba gminy stanowiąca samodzielną jednostką samorządową, później należała do gminy Miejsce Piastowe.

### II wojna światowawe Wrocance
W czasie okupacji działała we Wrocance konspiracyjna drukarnia AK Reduta, prowadzona przez ks. Jana Góreckiego i red. inż. Zygmunta Lewickiego.
Na początku czerwca 1941 r. Niemcy wykryli drukarnię i aresztowali obsługę.
Zecera Franciszka Biskupa, oraz redaktora Zygmunta Lewickiego 24 września 1942 zamordowali w obozie koncentracyjnym. Zecer Władysław Kandefer po koszmarze obozów powrócił do Iwonicza. Po aresztowaniu zecerów w lecie 1941 roku w mieszkaniu Józefa Kuczy we Wrocance ukrywał się ks. Jan Górecki – jeden z pierwszych i głównych organizatorów ruchu oporu na terenie krośnieńskim.
Komendantem Kursu dla Podchorążych AK we Wrocance był por. rez. Józef Kucza  Góra dowódca plutonu do 1942 r. Na tym kursie dla 12 podchorążych wykładali: Leopold Gutwiński Biały, Władysław Mularz Hanek i Stanisław Wenklar Wujek.
W lipcu 1943 r. we Wrocance przez żołnierzy AK z Oddziału Orskiego OP-15 rozbrojeni zostali policjanci granatowi, którzy potem wyrzekli się służenia Niemcom.
Była tu też w krótkim okresie siedziba Placówki AK OP-15 Miejsce Piastowe  Pelargonia. 
Wieś została wyzwolona po krwawych walkach podczas operacji dukielsko-preszowskiej, prowadzonej między innymi przez: 38 Armię gen. Kiryła Moskalenki z 1 Frontu Ukraińskiego marszałka Iwana Koniewa wspieranego przez I Czechosłowacki Korpus Armijny generała Jana Kratochvila. W dniu 8 września 1944 weszła do Wrocanki 3. brygada z I Korpusu Czechosłowackiego, której dowódcą był gen. Karel Klapalek, i 241 dywizja piechoty ze 101 korpusu piechoty. Jednostki zdobyły i utrzymały wieś mimo silnego ostrzału artyleryjskiego i poniesionych dużych strat. Następnego dnia, 9 września, 241 dywizja musiała odeprzeć aż osiem silnych kontrataków niemieckich prowadzonych przy wsparciu czołgów z rejonu Miejsca Piastowego. Czołgi 25 korpusu pancernego ugrzęzły podczas przeprawy przez rzekę Jasiołkę. Marszałek Koniew polecił zmienić dowódców obydwu tych jednostek. W czechosłowackiej 11 września miejsce gen. Kratochvila zajął gen. Ludvík Svoboda przyszły prezydent republiki.

### Czasy współczesne
Obecnie we wsi znajdują się dwa kościoły i kaplica św. Rozalii. Nowy kościół został wybudowany w latach 1990-2000. 5 sierpnia 2000 roku arcybiskup Józef Michalik dokonał konsekracji kościoła.
- Dom katechetyczny
- Szkoła podstawowa z halą sportową, placem sensorycznym oraz placem zabaw
- Dom ludowy
- Remiza OSP
- Biblioteka
- Park z altaną

Wieś posiada kanalizację i wodociąg, wybudowany w 2004 roku. W roku 2023-2024, ul. Nadrzeczna (Dolna Wrocanka), przeszła modernizację drogi oraz wybudowany został wodociąg. Została położona nowa nawierzchnia asfaltowa. Pod drogą oraz pod rzeką Jasiołką, biegnie sieć wodno - kanalizacyjna z Wietrzna.
W 2007 roku powstało Stowarzyszenie „Nasza Wrocanka”.
W latach 2022–2023 zbudowano nową remizę oraz strażnicę, a także zakupiono nowy wóz strażacki marki Iveco.
17 sierpnia 2024 - odsłonięcie tablicy pamiątkowej, upamiętniającej 600-lecie wsi Wrocanka (tablica znajduje się na ścianie Domu Ludowego
Miejscowość leży na szlaku architektury drewnianej.

## Sport
We wsi znajdują się: hala sportowa, stadion sportowy, boisko do siatkówki, korty tenisowe, plac sensoryczny oraz siłownia zewnętrzna z altaną oraz ogniskiem.
Kluby sportowe
- LUKS „Krośnianka” Wrocanka (nie funkcjonuje)
- UKS „Tornado” Wrocanka (nie funkcjonuje)

## Związani z Wrocanką
- Izabela Zatorska-Pleskacz - multimedalistka w biegach górskich

- prof.Andrzej Pikul - pianista i pedagog, profesor Akademii Muzycznej w Krakowie

- ks. dr Józef Drozd – duchowny rzymskokatolicki, katecheta, działacz społeczny
- Jan Drozd-Gierymski – nauczyciel, działacz społeczny i samorządowy, polityk, poseł na Sejm w II RP
- ks. Dariusz Wilk CSMA – od 25 kwietnia 2016 r. Przełożony Generalny Zgromadzenia Świętego Michała Archanioła[9].
- o. Jakub Kołacz SJ – jezuita, publicysta, dyrektor Wydawnictwa WAM, zastępcą redaktora naczelnego kwartalnika „Życie duchowe”[10].
- ks. Józef Marecki – prof. dr hab, historyk, wykładowca na UPJP II oraz pracownik IPN[11].
- o. dr Salezy Józef Kafel OFMCap – ur. we Wrocance kapucyn, autor książek religijnych i inicjator czasopism, wykształcił wielu kapłanów.
- Józef Kucza – w AK ps. „Góra”, współorganizator i wykładowca w Tajnej Szkole Podchorążych w Miejscu Piastowym, dyrektor Liceum Ogólnokształcącego im. M. Kopernika w Krośnie